# Euclimacia badia
Euclimacia badia is een insect uit de familie van de Mantispidae, die tot de orde netvleugeligen (Neuroptera) behoort. 
Euclimacia badia is voor het eerst wetenschappelijk beschreven door Okamoto in 1910.